# Панчевачки мост
Панчевачки мост или колоквијално Панчевац је мост преко Дунава у Београду. Име је добио по граду Панчеву, који је повезан са Београдом путем који се наставља од моста. Био је то први стални мост преко Дунава у Београду а до децембра 2014. године једини, када је отворен Пупинов мост.
Са изградњом моста се почело 1933. године, отворен је 1935. године, а обновљен након Другог светског рата 1946. године. У време изградње, био је један од најдужих мостова у Европи,  па је изазивао пажњу међународних медија. Назван је Мост Петра II Карађорђевића, а Немци су га у октобру 1944. године готово скроз срушили. Реновирање моста урађено је 1966. године када је добио садашњи изглед и ново име.
Дужине је 1526,4 м, ширине 18, дневно преко њега прође 100.000 возила, а одржава га јавно предузеће Путеви Србије.

## Локација
Мост се налази у београдској општини Палилула, која је једина општина у граду која лежи на обе обале Дунава. Географски повезује два велика региона Србије, београдски део Шумадије и Баната (Панчевачки рит). Прилази мосту почињу доста уназад од самог моста у насељима Богословија (кружни ток у улици Мије Ковачевића) и Ада Хуја (Вишњичка улица), док директан прилаз почиње са Булевара деспота Стефана.
Мост се протеже кроз индустријску зону уз десну обалу Дунава у насељу Вилине воде, Дунав (на око 1.166 километару реке) и стиже на банатску страну у насељу Крњача, између подмесних насеља Блок Браћа Марић и Блок Бранко Момиров Са ове стране је велика прилазна петља, при чему се путеви рачвају на два дела, обележавајући границе подмесног насеља Блок Грге Андријановића.
У близини се налази Зрењанински и Панчевачки пут, а између њих је пруга.

## Историјат

### Изградња
Изградња првобитног моста почела је 1933. године. Мост је пуштен у саобраћај 10. новембра 1935. под називом Мост Њ. В. Краља Петра II. Истог дана је прошао и први воз од Београда ка Панчеву, отворена је и нова трамвајска пруга Споменик - Мост Краља Петра II - Ново гробље. Дана 27. октобра 1935. године и свечано је отворен од стране Павла Карађорђевића. и градоначелника Београда Владе Илића и назван је по још малолетном краљу Југославије Петру II Карађорђевићу. Изградња моста је привукла међународну пажњу, посебно због своје дужине. У време изградње, био је један од најдужих мостова у Европи,  па је изазивао пажњу међународних медија. Првобитни мост је имао лучну челичну конструкцију и лучне приступне стубове на обе обале.
Првобитно је требало да буде само железнички мост са два колосека и конзолом за друмски саобраћај. Прва два отвора моста су грађени 1929; приликом копања песка за фундирање стубова је нађено доста остатака праисторијских животиња. Мост је већим делом био завршен већ 1934. године, када су га сељаци прелазили пешице, ако им жандарми то дозволе, а недуго затим прелазили су га и аутомобили. Прва локомотива је прешла преко моста 12. априла 1935. године.
Пут између Београда и Панчева је пуштен у саобраћај крајем 1937. године, формално у мају 1938. године. Отварање Панчевачког моста било је већ 1935. велики ударац за речни превоз.

### Други светски рат
После немачког напада на Југославију 6. априла 1941. у Другом светском рату, команда Војске Југославије одлучила је да дигне у ваздух сва три постојећа моста у Београду (два преко Саве и један преко Дунава) у узалудном покушају да успори успорио напредовање немачке војске. Војном команданту Београда, генералу Војиславу Николајевићу, наређено је да их сруши, а наређење за Мост краља Петра II извршио је мајор Велимир Пилетић. Као једна од „првих инфраструктурних жртава“ рата Мост краља Петра II порушен је у ноћи између 10. и 11. априла 1941. године.
Немачке окупационе снаге су прво поставиле понтонски мост преко Дунава, назван по генералу Максимилијану фон Вајхсу. Мост је је некада био искључен за саобраћај да би бродови могли проћи испод њега. Касније су Немци одлучили да поправе срушени мост за своје потребе. Поново је постао функционалан октобра 1942. године. Немци су користили своје инжењерске стручњаке, и пољске ратне заробљенике. У пролеће 1944. почело је савезничко англо-америчко бомбардовање Београда. Мост је погођен и оштећен у бомбардовању 16. априла и 3. септембра 1944. године. Када су Немци почели да се повлаче из Београда у октобру 1944. године, сами су срушили мост.

### Послератни период
Одмах након ослобођења, нове власти су желеле да мост што пре санирају, али је реконструкција стално одлагана због обима пројекта. Да би се ствари убрзале, југословенска влада је затражила помоћ од владе Совјетског Савеза. Влада Совјетског Савеза је 27. септембра 1945. године задужила свој специјални грађевински део. Реконструкција моста почела је 1945. године узводно од остатака порушених потпорних стубова. Планове је израдило 50 совјетских инжењера на челу са Владимиром Головком, генерал-потпуковником техничких трупа Црвене армије. Главни инжењер је био Николај Колоколов. Колоколов је израдио план реконструкције који је требало да буде извршен за само годину дана, пошто је Влада ФНРЈ проценила да ће за завршетак посла бити потребне три године.
Наређења Јосифа Стаљина су била да се гради провизорни прелаз, а не скупи железнички мост, али га је Јосип Броз Тито убедио да треба изградити прави мост. Дана 7. новембра 1946. године, први воз је прошао преко новог моста, а редован друмски саобраћај је почео три недеље касније, 29. новембра. Првобитно га је Тито назвао Мост Црвене армије. Године 2020. године откривено је да, упркос популарној употреби назива Панчевачки мост од стране грађана и службеној употреби градске управе, назив „Мост Црвене армије“ никада није званично промењен или се папирни траг изгубио у времену.
Мост је обновљен, а први воз је прешао преко њега 7. новембра 1946. године, док је друмски део пуштен у саобраћај за најзначајнији празник ондашње Југославије 29. новембар.
Дана 23. марта 1963. совјетски брод Лењинград вукао је пет, наводно празних танкера за нафту. Пролазећи испод моста у низводном правцу, ка Смедереву, једна од цистерни у конвоју ударила је у један од стубова моста и одмах експлодирала. Неколико минута касније, када је „Лењинград” одвукао све танкере испод моста, зачуле су се две мање експлозије. Док је Лењинград стигао неколико стотина метара од моста, три танкера су потпуно потонула, док су два од експлозија пресечена на пола и вирила из воде. Остаци од експлозије разбацани били су у води, а сам мост је оштећен.
Године 1965. мост је доживео велику реконструкцију, када је добио данашњи изглед. Пројекат реконструкције израдио је инжењер Љубомир Јевтовић. Масивни стубови су проширени на врху, на низводној страни. Ово је омогућило постављање нове, паралелне мостовске конструкције, која је у оси била 7,53 метара удаљена од старе. Ни у једном тренутку саобраћај није био обустављен јер постављање нове конструкције није ометало коловозне траке. Када је око њега постављена нова конструкција, стара је уклоњена, а нова конструкција је снажним хидрауличним пресама гурнута у пројектовану осу. Радови су у потпуности завршени 1966. године. Неки велики радови на одржавању такође су обављени седамдесетих године.
Нерачунајући бране на Ђердапској клисури на граници са Румунијом, Панчевачки мост је био једини мост преко Дунава у Србији који нису срушиле НАТО снаге током бомбардовања Југославије које је трајало од 24. марта до 12. јуна 1999. године.

### Почетак 21. века
После 2000. године постигнут је општи консензус да су нови мостови у Београду неопходни. Београд се скоро удвостручио са становништвом након 1974. године када је изграђен последњи мост (Газела). Што се тиче подручја Панчевачког рита, који је од изградње Панчевачког моста доживео десетоструки раст становништва, ствари постају још озбиљније јер влад у Београду имала је планове да луку Београд премести на леву обалу Дунава и да започне пројекат изградње „Трећи Београд“ на овом подручју са 300.000–400.000 становника (први је „Стари“ Београд у Шумадији; други је „Нови“ Београд, Нови Београд-Земун у Срему).
Сматрало се да је мост у прилично лошем стању, као резултат неодржавања и прекомерне употребе. Јавна дебата је расла (не само о овом мосту) како у стручним, тако и у лаичким круговима, до те мере да се у масовним медијима свакодневно јавно износе ставови о будућим београдским мостовима. Власт Града Београда планира да уради комплетну реконструкцију Панчевачког моста и изгради још неколико мостова преко Дунава, како би се ублажио саобраћајни притисак на њему. Предвиђено је да се изгради један мост низводно, који би повезао београдско приградско насеље Винча са Омољицом у Панчеву. Други мост је пројектован на свега 1,5 километар низводно од Панчевачког моста и требало би да повезеже Аду Хују и Крњачу. Трећи мост, односно Пупинов мост изграђен је и повезао насеља Земун и Борча, а завршен је 2014. године.
Саобраћајни институт ЦИП израдио је пројекат реконструкције 2006. године, који је усвојен 2007. године. Мост је делимично реновиран 2008–2010. Главна челична решеткаста конструкција испод коловоза је поправљена, док су неки делови замењени или ојачани. Главни носачи су пескарени и фарбани. Од тада су путници (возачи, бициклисти, пешаци) објавили бројне фотографије запуштености и великих оштећења моста. Бициклисти су 2014. године окачили велики транспарент који је указао на лоше стање стаза и заштитних ограда, општу запуштеност моста и обилан коров који расте на њему. У новембру 2017. Државно предузеће за путеве поставило је упозорење и заштитну траку на мосту, упозоравајући путнике на опрез због „откивања конструкције моста“. Компанија је касније појаснила да су пуцали само делови бетонског парапета, што је „оштећење естетске природе“.
Министарка грађевинарства, саобраћаја и инфраструктуре Републике Србије Зорана Михајловић је у децембру 2017. године најавила комплетну реконструкцију моста, не наводећи датум почетка али је одредила рок за завршетак радова до краја 2018. године. Биће поправљени коловози, мост заштићен од корозије и декоративна светла ће бити постављена. Није познато да ли се пројекат из 2008. године још може користити због протеклог времена и даљег пропадања моста од тада. Такође, најавила је да ће нелегални шљунчани објекти у близини моста бити дислоцирани. Процењује се да би цео пројекат коштао 3,5 милијарди динара. Санација се ипак није догодила.
Заменик градоначелника Београда, Горан Весић истакао је у јулу 2018. године да реконструкција моста не може да се уради док се не заврши нови мост преко Дунава, преко Аде Хује. Весић је навео да би изградња овог моста требало да почне 2020. године, што је касније померено за 2021. годину, што значи да не може да буде завршено пре 2024. Мостовске конструкције су у више наврата падале ударом аутомобила.

### 2020-те
У јануару 2021. године, градска управа града Београда је објавила студију која је имала за циљ да утврди да ли је изводљиво проширити мост додатном траком, како би се превезла прва трамвајска пруга преко Дунава. У августу 2021. Зоран Дробњак, директор Републичког предузећа за изградњу путева Путеви Србије, рекао је да је мост престар и да постојећу конструкцију треба потпуно срушити. Уместо тога, рекао је он, требало би да буде постављен нови, али је додао да би то требало да буде урађено 2024. или 2025. године, након што се заврши мост на Ади Хуји. Инжењер и пројектант мостова Љуба Костић је одговорио да је то ужасна идеја. По потреби постоје технике побољшања челичне конструкције и ојачања стубова, док се нови шипови могу поставити, каже Костић; ово би омогућило проширење моста додатним тракама.
Главни градски урбаниста Марко Стојчић је у септембру 2021. године рекао да би изградња новог моста била јефтинија од поправке старог, иако се залаже за реконструкцију, али да тај мост у крајњој линији управљају Путевима Србије и да ће се о његовој будућности одлучивати 2022. Дробњак је наставио да форсира рушење, тврдећи да је мост оштећен до темеља, али су инжењери, укључујући и институт ЦИП су то одбили. Дробњак је најавио изградњу новог, раније непомињаног моста, у близини Панчевачког моста и истакао да када овај мост буде завршен, стари ће бити срушен и поново изграђен.
Костић је оптужио Дробњака да је узнемирио јавност тврдњом да је мост оштећен до темеља. Он је додао да је реконструкција 1965–1966 показала да су стубови способни да носе две конструкције у исто време. Додао је и да су приступне рампе мосту у горем стању и већи проблем од самог моста и оптужио надлежне да намерно не улепшају мост (декоративно осветљење, нова фарба и сл.) као што то раде на другим београдским мостовима, па Панчевачки мост је изгледа у горем стању него што јесте. У Путевима Србије су у септембру 2021. године на неодређено време забранили прелазак преко моста возилима укупне тежине преко 12 тона, наводећи лоше стање прилазних стаза са десне стране. До тада је пуцање пешачких стаза створило рупе. Државни инспектор за путеве је наредио да се саобраћајнице поправе „без одлагања“, али су „Путеви Србије“ то одбили, тврдећи да ће то изазвати гужве и бес путника.

## Техничке карактеристике и важност
Панчевачки мост су градила немачка предузећа Siemens-Baunion GmbH из Берлина (стубови) и фирме Deutsch-Luxemburgische Bergwerks и Hütten-AG (Дортмунд). Рад ових компанија био је део репарације коју је Немачка морала да плати СФРЈ за штету нанету током Првог светског рата.
Године 1946. мост је првобитно замишљен да буде само железнички мост, али је касније отворен и за друмски саобраћај. Данас има по две коловозне траке у оба смера за друмски саобраћај, а иако је пројектован да има и две шине, тренутно на мосту постоји само један шински колосек.
Укупна дужина челичног моста је 1.526,4 метара, од чега је преко корита реке 1.134,7 метара. Висина главних потпорних стубова је 18 метара.
Због тога што је дуго био једини мост преко Дунава у Београду, мост је постао веома закрчен. Панчевачки мост је на свом врхунцу дневно прелазио између 150.000 и 200.000 возила. У време када је мост обновљен 1946. године (према попису из 1948. године), Панчевачки рит (део Београда преко Дунава) имао је 7.998 становника, Панчево је имало 26.423 становника, а сам Београд 388.246 становника. Према попису из 2011. године, Панчево је имало 76.203 становника (2,88 пута више), а Београд 1.233.796 становника (3,18 пута више). Такође, број моторних возила између ова два периода растао је знатно већом стопом.
Након преласка у Крњачу, мост наставља као пут који се раздваја у два правца:
- Панчевачки пут, 16 километара источно, који води до индустријског града Панчева (по коме су названи и мост и пут) у покрајини Војводини.
- Зрењанински пут, 77 километара северно, који води ка граду Зрењанину, такође у Војводини.

На страни моста ближе центру Београда налазе се железничка станица Панчевачки мост, а на страни железничка станица Крњача. Обе станице су део приградске железнице Беовоза која повезује подручје између Старе Пазове у сремском управном кругу, Београда и Панчева, јер ово подручје чини већу метрополитанску област Београда.
Поводом 75 година од обнове моста 1946. године, Пошта Србије издала је две поштанске марке са ликом моста. Дизајниране од стране Анамарије Бањац, марке су издате 29. априла 2021. године у укупном тиражу од 25.000 комада.

## Галерија
- Бочни поглед на Панчевачки мост, са десне обале Дунава
- Поглед на мост са Дунава
- Решеткаста конструкција на мосту, 2011. године
- Поглед испод моста

## Рефренце
1. 1 2 3 4 5  Dejan Aleksić (17. 8. 2021). „Rešenje za "Pančevac" – rušenje ili ojačavanje i proširivanje”. Politika (на језику: српски). стр. 14.
2. ↑  Костић, Љубивоје (22. 10. 2021). „Панчевачки мост је безбедан”. Политика.
3. 1 2 3  Ljubomir Kostić (22. 10. 2021). „Pančevački most je bezbedan”. Politika (на језику: српски). стр. 20.
4. 1 2  Tamara Marinković-Radošević (2007). Beograd - plan i vodič. Belgrade: Geokarta. ISBN 978-86-459-0297-2.
5. 1 2  Beograd - plan grada. Smedrevska Palanka: M@gic M@p. 2006. ISBN 86-83501-53-1.
6. ↑  Turističko područje Beograda. Geokarta. 2007. ISBN 978-86-459-0099-2.
7. 1 2 3 4 5  „Dunav premošćen ratnim reparacijama”, Politika (на језику: српски)
8. ↑  Politika, 11. novembar 1935. Архивирано на веб-сајту  (29. јануар 2016), str. 1, 2 i 16. digitalna.nb.rs (pristup. 23.1.2016.)
9. 1 2  Glas Javnosti - Pančevački most u očajnom stanju Архивирано 2009-07-30 на сајту
10. 1 2 3 4  Dejan Aleksić, Branka Vasiljević (30. 11. 2021). „Defileom brodova obeleženo sećanje na obnovu "Pančevca"”. Politika (на језику: српски). стр. 17.
11. ↑  "Politika", 4. okt. 1929, str. 6
12. ↑  "Vreme", 16. nov. 1934
13. ↑  "Politika", 14. jul 1935
14. ↑  "Politika", 13. april 1935
15. ↑  "Vreme", 21. maj 1938, str. 9
16. ↑  "Politika", 8. dec. 1935
17. 1 2  Branko Bogdanović (27. 10. 2019).  Насукани мост. Politika-Magazin, No. 1552 (на језику: српски). стр. 28—29.
18. ↑  Goran Vesić (10. 9. 2021).  Живот града под окупацијом. Politika (на језику: српски). стр. 16.
19. 1 2  Radovan Kovačević (12. 4. 2008), „Pančevački most 1946. obnovili Rusi”, Politika (на језику: српски), стр. 11
20. ↑  Dejan Aleksić (23. 2. 2020). „Sastanak kod "Lole", na utakmicu u "Pionir"...”. Politika (на језику: српски).
21. ↑  „Glas Javnosti - Pančevački most u očajnom stanju Ponedeljak, 14. 2. 2005. Posećeno 16.08.2007.”. Архивирано из оригинала 01. 05. 2013. г. Приступљено 23. 12. 2008.
22. ↑  „Posle eksplozije kod Pančevačkog mosta na Dunavu”, Politika (на језику: српски), 24. 3. 1963
23. ↑  Branka Vasiljević, Dejan Aleksić (30. 6. 2022). „Izmenjen deo ograde na Pančevačkom mostu”. Politika (на језику: српски). стр. 16.
24. ↑  Rađanje "trećeg Beograda"
25. ↑  „Zemun-Borca bridge to be completed by December 2014”. InSerbia Network Foundation. 22. 1. 2014. Архивирано из оригинала 07. 06. 2014. г. Приступљено 4. 6. 2014.
26. ↑  „Doneto rešenje za Pančevački most”. Архивирано из оригинала 03. 07. 2020. г. Приступљено 11. 11. 2024.
27. 1 2  Daliborka Mučibabić (27. 9. 2021). „Pančevački most između rušenja i obnove”. Politika (на језику: српски). стр. 1 & 14.
28. ↑  Dejan Aleksić (22. 11. 2017), „"Pančevac" čeka obnovu”, Politika (на језику: српски), стр. 16
29. 1 2  Dejan Aleksić (31. 1. 2018). „Нови изглед Панчевачког моста до краја године”. Politika (на језику: српски). стр. 17.
30. ↑  Maja Nikolić (23. 8. 2018). „Kad kaže rekonstrukcija Pančevca, ministarka misli na stazu” (на језику: српски). N1. Архивирано из оригинала 30. 10. 2018. г. Приступљено 11. 11. 2024.
31. ↑  Dejan Aleksić (23. 7. 2018). „Прво мост на Ади Хуји, па онда обнова "Панчевца"”. Politika (на језику: српски). стр. 15.
32. ↑  Dejan Aleksić (4. 9. 2019). „Kola padaju sa Pančevačkog mosta, a njegova obnova najranije 2024.”. Politika (на језику: српски). стр. 16.
33. ↑  „Stojčić: Tramvaj će ići preko Pančevca ako studija pokaže da je to moguće”. N1 (на језику: српски). 15. 1. 2021.
34. ↑  Radio Television Serbia & BETA (29. 9. 2021). „Stojčić: Stari savski most će se izvesno rušiti, odluka o Pančevačkom dogodine” (на језику: српски). N1.
35. ↑  Dejan Aleksić (25. 5. 2022).  Ухапшен возач "бе-ем-веа" који је налетео на камион. Politika (на језику: српски). стр. 15.
36. ↑  Dejan Aleksić (27. 5. 2022). Стазе на Панчевачком мосту пуне рупа. Politika (на језику: српски). стр. 16.
37. ↑  Dejan Aleksić (3. 11. 2021). На "Панчевцу" забрана кретања за возила тежа од 12 тона. Politika (на језику: српски). стр. 1 & 14.
38. ↑  Metzler, Martin (1932). Die Stahlbauwerke für die Brücken im Zuge der neuen Bahnstrecke Belgrad-Pancevo. ISBN 978-3-662-31408-1. doi:10.1007/978-3-662-31615-3..
39. ↑  „Sedamdeset pet godina od obnove drumsko-železničkog mosta preko Dunava”. Politika (на језику: српски). 24. 5. 2021. стр. 30.